# Вебер, Эдуард (инженер)
Эдуард Вебер (29 ноября 1889 года — 17 мая 1945 года) — итальянский изобретатель, инженер и бизнесмен. Создатель производственной компании Weber.

## Биография

### Сотрудник Fiat
Эдуард Вебер родился в швейцарской семье, вырос в Турине (Пьемонт, Италия), окончил факультет машиностроения Туринского университета. После этого он недолгое время отработал на заводе Fiat и в 1913 году стал сервисным инженером дилерского центра Fiat в городе Болонья.
С этим предприятием и с этим городом была связана вся его дальнейшая жизнь. В начале своей карьеры он увлекался автоспортом, стал наставником итальянского гонщика Амеди Гордини. Сам Вебер 13 июня 1920 года участвовал в этапе гран-при Муджелло, где занял третье место, выступая на Fiat 501.
После Первой мировой цены на топливо существенно выросли. В 1920-е годы Вебер создаёт собственное дело, работает над проблемой перевода грузовых машин на более дешёвый керосин. Одновременно он решает вопрос работы моторов без провалов за счёт модификации системы питания. Он первым создаёт двухкамерный карбюратор, в котором меньшая камера используется для поддержания холостого хода двигателя, а большая — для работы мотора под нагрузкой. Этот карбюратор был создан для Fiat 501, побочным эффектом его применения стала экономия топлива.
Со временем карбюраторы Weber стали использоваться во всём парке машин, выпускаемых в Италии. Для турбированных моторов применялось инженерное решение в виде стопорного клапана, когда избыток давления нагнетателя сбрасывался в атмосферу.

### Партнёр Fiat
Эта конструкция была включена в специальный тюнинговый набор Fiat, в который кроме карбюратора входили впускной коллектор и другие запчасти.
К тому же было выявлено побочное явление в виде экономии топлива, которое было по достоинству оценено владельцами итальянских такси (в большинстве тот же Fiat 501).
В 1923 году Fiat и Эдуард Вебер создали Fabbrica Italiana Carburatori Weber company, которая выпускала карбюраторы под маркой Weber.
В 1930-е годы карбюраторы Weber проникли в автогонки.
Эдуард Вебер стал зачинателем двухдиффузорной карбюраторной системы питания, он первым экспериментировал, применяя два диффузора одинаковых диаметров.
Эта конструкция подавала топливную смесь в каждый цилиндр двигателя отдельно.
На этапы Гран-При 1931 года вышла Мазерати (1100сс), которая была укомплектована сдвоенными горизонтальными карбюраторами Weber 50 DCO.
Ещё одним направлением научно-исследовательской и спортивной деятельности стало сотрудничество со спортивным направлением Alfa Romeo.
Это взаимодействие продолжалось с 1930-х до начала 1960-х годов.
На успешную модель Tipo D 2900 после двух нагнетателей ставились два однокамерных карбюратора Weber с восходящим потоком.
Другим совместным проектом стал трехдиффузорный карбюратор Weber 50 DR3C, созданный для Alfa Type 158 «Alfetta».
Применение трёх диффузоров позволило мотору показывать хорошие характеристики во всём рабочем диапазоне нагнетателя за счёт подачи равномерной воздушной смеси.
Вторая мировая война пришла в Италию в 1939 году, спортивные соревнования были прекращены.
По разным источникам, Вебер симпатизировал или даже был членом национальной фашистской партии. Утром 17 мая 1945 года он был арестован тремя партизанами итальянского движения сопротивления и уведён из своего офиса фабрики на Via del Timavo, 18. Вебера больше никто не видел и все его следы исчезли. Предположительно, он был казнен после допроса.
Спустя несколько лет после войны, анонимный информатор уведомил карабинеров, что Вебер похоронен на кладбище «Чертоза» на окраине Болоньи в общей могиле примерно с двадцатью умершими. Через 10 лет после его смерти вдова Вебера Анна (1897–1985) установила в зале монументального кладбища Чертоза кенотаф с эпиграфом на задней стороне саркофага, намекающий на исчезновение Вебера и неспособность найти его тело: « Не бойтесь убивающих тело, души же не могущих убить . Святой Матфей. X. 28»
После смерти Вебера Fiat поставил цель добиться контроля над компанией и достиг этой цели, получив управление компанией в 1952 году.